# Izvorul (pictură)

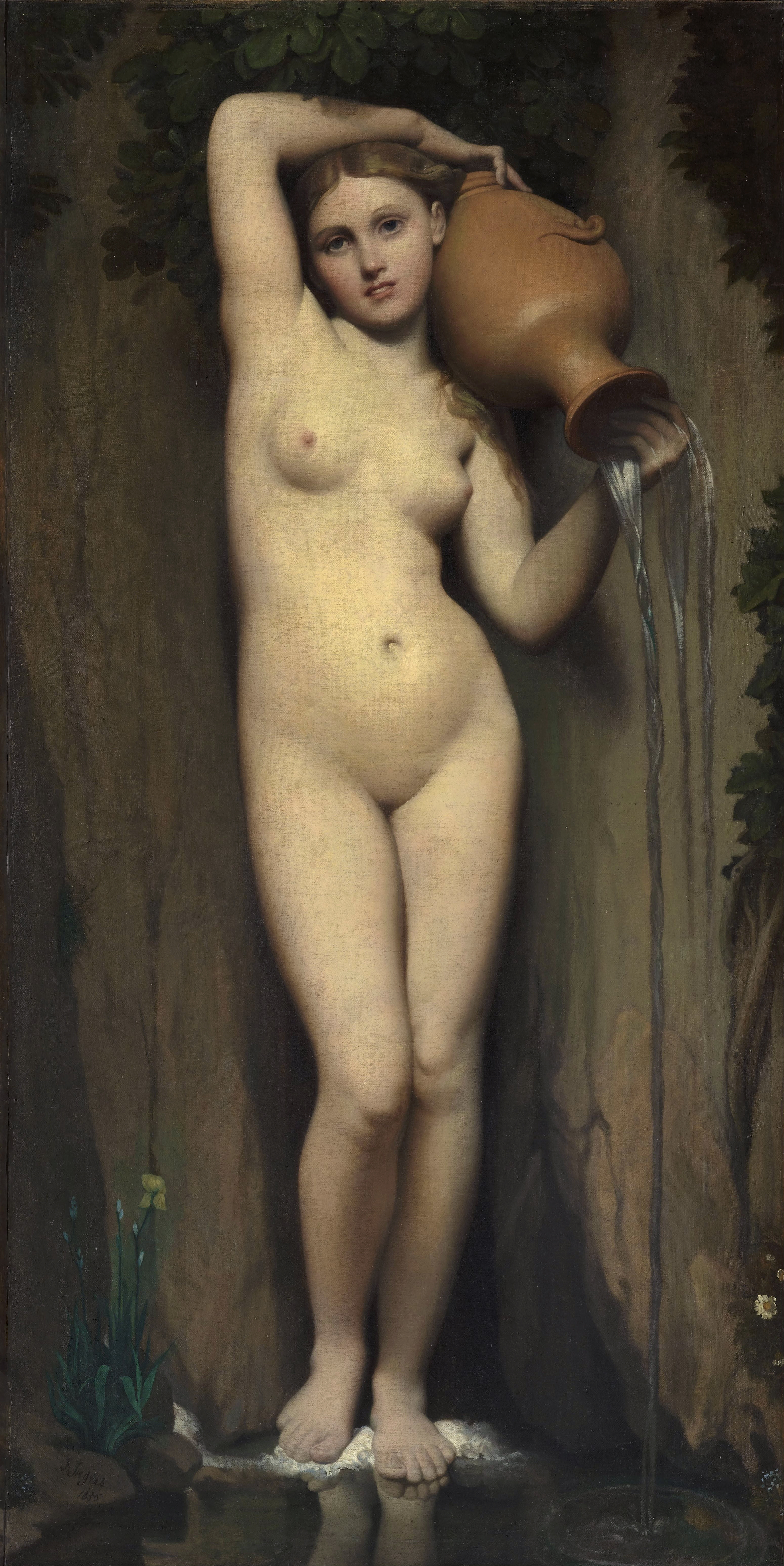
Izvorul, 1856; 163 x 80 cm Muzeul Orsay, Paris

Izvorul este pictură pe pânză ale lui Ingres.

## Descriere
Personajul reprezentat este asemănator cu cel din tabloul Venus cu diademă, pictat cu câțiva ani mai devreme. Ingres revine la această Venus și o transformă într-o alegorie plină de prospețime și farmec. Stând în apă, cu piciorul stâng ușor îndoit, tânara fată ține pe umăr un ulcior. Poza și modalitatea în care Ingres o reprezintă pe femeie ne duc cu gândul la o statuie grecească. 
Trupul ei cu carnație albă se reliefează pe un fond unitar, amintindu-ne de frumusețea odaliscelor pictate mai devreme. Contrastul dintre liniile senzuale ale trupului i inocența care i se citește pe chip face ca scena prezentată să fie în același timp simplă și manieristă. 
Pânza Izvorul repurtează un succes imediat, multe persoane fiind dornice să achiziționeze tabloul. Pictorul își vinde lucrarea cu un preț extraordinar de mare. Scriitorul Théophile Gautier este fascinat de acest tablou datorită frumuseții lui nevinovate iar poetul Théodore de Banville, inspirat de pânza Izvorul scrie "Naiadele argentiniene", un poem publicat în anul 1861.  Izvorul intră în colecția muzeului Louvre în anul 1878 și, chiar în același an, tânărul Seurat execută copia acestuia.